# بحيرة تحت سطح البحر

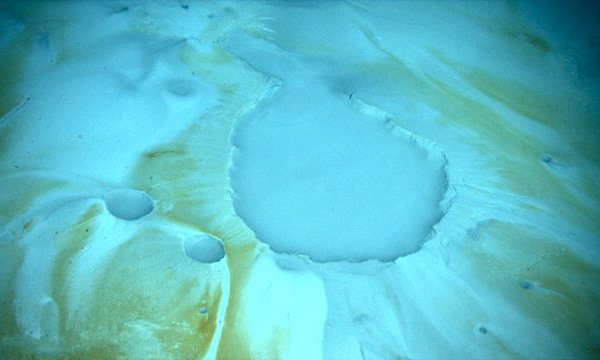
تميز هذه الفوهات بداية تشكل بحيرات تحت سطح البحر، والتي ينز منها الأملاح إلى أرضية البحر.

البحيرة تحت سطح البحر (ملاحظة 1) هو تجمع من الأجاج (المياه المالحة) المتوضعة بالقرب من قاع البحر. تككون ملوحة المياه مرتفعة وذات كثافة مرتفعة، وذك بشكل يتراوح من ثلاثة إلى ثمانية أضعاف من الوسط المائي المحيط.
يمكن أن تتشكل هذه البحيرات تحت الجليد البحري، وذلك وفق عملية تدعى رفض المحلول الملحي. يأتي الملح في البحيرات تحت سطح البحر العميقة إما من انحلال توضعات ملحية كبيرة عبر تكتونية الملح (Salt tectonics)، أو من الأجاج المسخن جيوحرارياً المنبعث من المراكز التكتونية المنتشرة.
يعيش في هذه البحيرات كائنات أليفة للظروف القاسية والمتكافلة.

## هوامش
- ملاحظة 1 المرادفات: البحيرات تحت البحر، باللغة الإنجليزية brine pool